# 张宜步
张宜步（1913年—2011年），男，福建永定人，中华人民共和国军事人物，中国人民解放军少将，曾任海军舟山基地副司令员。